# Oreophryne kapisa
Oreophryne kapisa es una especie de anfibio anuro de la familia Microhylidae.

## Distribución geográfica
Es endémica de las islas de Biak y Supiori, situadas al norte de Nueva Guinea Occidental (Indonesia).